# Strøm Hansen
Strøm Hansen A/S er en dansk automations- og installationsvirksomhed med hovedkvarter i Nørresundby og afdelinger i Nørresundby, Aarhus, Vejle og Glostrup. Deres kompetencer er inden for elinstallation, bygningsautomation, automation og IT. 
I 2024 havde Strøm Hansen 191 ansatte. Virksomheden blev etableret af Thorkild Kristensen i 1987. Ole Korsholm og Flemming Munk overtog styringen og ejerskabet af virksomheden i 2004.